# Prignano Cilento
Prignano Cilento – miejscowość i gmina we Włoszech, w regionie Kampania, w prowincji Salerno.
Według danych na rok 2004 gminę zamieszkiwało 870 osób, 79,1 os./km².